# Africanism All Stars
Africanism All Stars es un proyecto de música house llevado a cabo en Francia consistente en la colaboración de los más conocidos DJ's y mezcladores de Francia con artistas y actos de África.
Entre los artistas que participan están Bob Sinclar, David Guetta, Yves Larock, DJ Gregory, Malinga Five, Joachim Garraud, Tim Deluxe, KC Flightt, Bjorn Lundt, Yvan Voice, Osibisa, Tom & Joyce, Tony Allen, NaSSau, Lekan Babalola, Jacob Desvarieux/Kassav', Shinichi Osawa, Salomé de Bahia, Liquid People, Eddie Amador, Martin Solveig, Jeff Kellner, Légo y Those Usual Suspects.
El proyecto es el preferido entre los aficionados, se puso en marcha en 2001 en Francia y ha visto crecer su popularidad con sus continuaciones en 2003 y 2005.
En 2005, Tommy Boy Records compró el proyecto para su discográfica en los Estados Unidos y publicó el primer sencillo de la colección Africanism III, "Summer Moon". Esa pista, que figura en los actos mencionados, llegó al número uno en la lista de éxitos del Billboard Hot Dance Club Play la semana del 23 de julio de 2005. "Hard" se convirtió en el segundo líder de la lista de éxitos dance de EE. UU. del acto en noviembre de 2006.

## Discografía

### Africanism Vol. 1 (2001)
- 01. Intro
- 02. Bisou Sucré
- 03. Tourment D'amour (álbum Mix)
- 04. Block Party (album Mix)
- 05. The Dragon
- 06. Love Is The Answer
- 07. Do It
- 08. Kazet
- 09. My Dub
- 10. My Beat
- 11. Call It Jungle Jazz
- 12. Les Enfants Du Bled
- 13. Peplum África
- 14. Edony (clap Your Hands)
- 15. Trompeta Alegre
- 16. Zulu's

### Africanism All Stars Mixed By Dj Gregory & Bob Sinclar (2002)
CD 1
- 01. Bob Sinclar - On The Drum
- 02. Dj Gregory - Damelo
- 03. John Ciafone - Mojito
- 04. Dj Pippi Pres. Pasión Flamenca - Fatal Fatal (rawtal Mix)
- 05. Mochico - Mochico 3
- 06. Mafikizolo - Loot
- 07. Amy Helm - Own Way Home
- 08. K-Dope Pres. Strictly Rhythms Vol. 1 - Watch This
- 09. Maw Feat. Wunmi - The Time Is Now
- 10. Soha - Izabelle
- 11. Dj Gregory - Tropical Soundclash
- 12. Los Amigos Invisibles - Bruja
- 13. Next Evidence - Morning Breeze
- 14. Julien Jabre - Deliverance
- 15. Trackheadz - Our Music
- 16. Julie Mcknight - Home (knee Deep Club Mix)

CD 2
- 01. Intro
- 02. Bob Sinclar - Bisou Sucré
- 03. Dj Gregory - Tourment D'amour
- 04. Dj Gregory - Block Party
- 05. Liquide People - The Dragon
- 06. Liquide People - Love Is The Answer
- 07. Eddie Amador Vs Bob Sinclar - Do It
- 08. Bob Sinclar - Kazet
- 09. Bob Sinclar - My Dub
- 10. Bob Sinclar - My Beat
- 11. Matt Samo - Call It Jungle Jazz
- 12. Soha - Les Enfants Du Bled
- 13. Matt Samo - Peplum África
- 14. Martin Solveig Feat. Hossam Ramzy - Edony (clap Your Hands)
- 15. Lego - Trompeta Alegre 16 Brandy Volant - Zulu's

### Africanism Vol. 2 (2003)
CD 1
- 01. Mixed By Bob Sinclar - Intro
- 02. Bob Sinclar - On The Drum
- 03. Bob Sinclar Ft Exille One - Viel Ou La
- 04. Dj Gregory - Soldiers
- 05. Sumo - Wintersong
- 06. Gwen - Soul Conga
- 07. Liquid People Ft. Heidi Vogel - Don't You Go Away
- 08. Bibi - Macumba Walélé
- 09. Press Purah Ft. L Davis - Maini Owaana
- 10. Martin Solveig - Heartbeat
- 11. Bob Sinclar - Slave Nation
- 12. Soha - Takemussa
- 13. Diva - Balearic
- 14. Q Tee Fingers - I'm Ready
- 15. Diva - Primavera

CD 2
- 01. Intro
- 02. Tony Allen - Afro Disco Beat
- 03. Denis Ferrer - Dem People Go
- 04. Martin Solveig Vs Salif Keita - Madam
- 05. Claude Monnet Pres. Monica Nogueira - Infencia Magica
- 06. Mr Hermano - Vasco Da Gama
- 07. Kalawang - Jingo
- 08. Masters At Work - Ekabo
- 09. Kongas - Anikina O
- 10. Chocolatine - Emma
- 11. Dj Gregory - Tropical Soundclash (k-Dope Remix)
- 12. Martin Solveig - Edony (unreleased Crowdy Short Edit)
- 13. Despina Vandy - Gia (dj Gregory Remix)
- 14. Dj Gregory - Elle
- 15. Silent Poet - Save The Day (phil Asher Remix)

### Africanism Vol. 3 (2005)
- 01. Intro
- 02. Zookey "Lift Your Leg Up" Bob Sinclar Remix
- 03. Kalimbo
- 04. Amour Kéfé
- 05. Summer Moon
- 06. Imbalaye
- 07. Antigua (Bob Sinclar)
- 08. Talibé
- 09. Elegba
- 10. Viet Dao
- 11. Sye Bwa
- 12. Samouraï Theme
- 13. Steel Storm
- 14. Juju Beat

- Datos: Q2254953